# Gad Tedeschi
Gad Tedeschi, nacido Guido Tedeschi (en hebreo: גד טדסקי) (Rovigo, 17 de mayo de 1907 - 21 de noviembre de 1992) fue un jurista israelí naturalizado italiano, profesor en la Universidad de Siena (1935-38) y posteriormente en la Universidad Hebrea de Jerusalén (1947- 76).

## Biografía
Guido Tedeschi nació en Rovigo, hijo de Attila Tedeschi y su esposa Pauline. Pasó los primeros años de su vida en la capital de Polesine hasta que su padre, llevándose consigo a su familia, tuvo que trasladarse por trabajo primero a Bolonia, en 1912, luego a Ferrara, en 1917, y finalmente, dos años más tarde, a Roma. Proveniente de una familia judía secular, el joven Guido creció sin seguir las tradiciones religiosas.
En Roma asistió al gymnasium aprendiendo no sólo latín y griego antiguo sino también francés e inglés. Se graduó a los 17 años.
Al finalizar sus estudios primarios en 1924 se matriculó en la Universidad de Roma La Sapienza, eligiendo los estudios de derecho a los que se había dedicado no solo su padre sino también su tío Giorgio Del Vecchio y su abuelo Giulio Salvatore Del Vecchio, ambos célebres juristas. Al mismo tiempo se alistó en la Regia Aeronautica asistiendo a un curso de oficial del que se graduó en 1927.
Tras graduarse en 1928, obtuvo la plaza de "libre docencia" en 1930, ejerciendo al mismo tiempo como abogado.
Nombrado profesor en Cagliari, Perugia y luego en la Universidad de Siena para el año 1935-36, se convirtió allí en profesor extraordinario en 1936, ganándose la estima de estudiantes y colegas. Como jurista en Siena, Tedeschi tiene la oportunidad, entre otras cosas, de contribuir a los trabajos preparatorios del código civil italiano,
Sin embargo, su carrera universitaria en Italia fue abruptamente interrumpida por las leyes raciales fascistas. Habiendo perdido su trabajo, se mudó en 1939 a Eretz Israel administrado por los británicos. Tedeschi ya se había acercado a los círculos sionistas en Italia en la década de 1930 y había visitado la Tierra de Israel por primera vez en 1931. En Jerusalén, Tedeschi rápidamente se familiarizó con las tradiciones legales locales y en 1947 comenzó a enseñar en la Universidad Hebrea de Jerusalén. En 1949 fue uno de los fundadores de la Facultad de Derecho, donde ejerció la docencia hasta 1976, y también fue uno de los fundadores del Instituto de Investigación sobre Legislación y Derecho Comparado que lleva el nombre de Harry y Michael Sacher, en 1959. Su contribución a la codificación progresiva del derecho israelí es tan decisiva que hoy se le considera el padre del derecho civil en el moderno Estado de Israel. Tedeschi demuestra ser un maestro capaz de atraer y formar a los alumnos más prometedores; entre ellos se destacan Aharon Barak, Izhak Englard y Alfredo Mordechai Rabello. Para continuar su actividad como docente e investigador, Tedeschi también renunció a su nombramiento como miembro de la Corte Suprema de Israel en 1953.
Por sus méritos en el campo de la jurisprudencia, Tedeschi fue miembro de la Academia Israelí de Ciencias y Letras y recibió el Premio Israel en 1954, el más alto honor del Estado de Israel para la cultura.